# Donald Martin Stewart

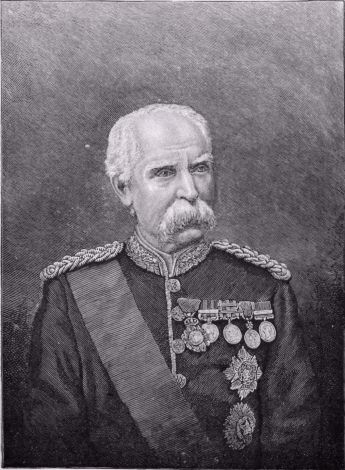
Donald Martin Stewart

Donald Martin Stewart GCB, GCSI, CIE (ur. 1 marca 1824 w Mount Pleasant w Szkocji, zm. 26 marca 1900 w Algierze) – brytyjski wojskowy, naczelny dowódca wojsk w Indiach.
Był synem Roberta Stewarta. Wykształcenie odebrał w szkołach w Findhorn, Dufftown i Elgin, oraz na Uniwersytecie Aberdeen. W 1840 r. rozpoczął służbę w Armii Bengalu. W 1854 i 1855 r. brał udział w wyprawach Mohmandom oraz plemionom Afridi. Podczas powstania sipajów brał udział w oblężeniu Dehli i odsieczy Lucknow. Za postawę podczas walk otrzymał medal i rangę podpułkownika.
Przez następne 9 lat był zastępcą adiutanta generalnego Armii Bombaju. W 1867 r. dowodził brygadą podczas kampanii w Abisynii. Otrzymał za to Order Łaźni. W 1868 r. otrzymał stopień generała-majora. W 1872 r. zreformował kolonię karną Port Blair na Wyspach Andamańskich po zabójstwie wicekróla lorda Mayo. Następnie Stewart dowodził garnizonem Lahaur i w 1877 r. otrzymał rangę generała-porucznika.
Po wybuchu II wojny brytyjsko-afgańskiej Stewart otrzymał komandę nad Siłami Polowymi Południowego Afganistanu. Na ich czele 8 stycznia 1879 r. zdobył Kandahar za co otrzymał podziękowania od parlamentu i Krzyż Komandorski Orderu Łaźni. Wiosną 1880 r. wyruszył ze swoją armią do Kabulu, wygrywając po drodze bitwę pod Ahmed Khel. Po przybyciu do stolicy Afganistanu przejął, jako starszy stopniem, dowództwo sił brytyjskich na tym obszarze z rąk generała-majora Robertsa.
Kiedy do Kabulu dotarły wieści o klęsce pod Maiwandem, Stewart wyprawił generała Robertsa na odsiecz Kandaharowi, a sam przeprowadził ewakuację reszty armii do Indii przez przełęcz Khyber. Otrzymał za to Krzyż Wielki Orderu Łaźni, Krzyż Kawalerski Orderu Imperium Indyjskiego, tytuł baroneta oraz podziękowania od parlamentu.
W 1881 r. otrzymał pełny stopień generalski. W latach 1881–1885 był naczelnym dowódcą brytyjskich wojsk w Indiach. Po odejściu ze stanowiska otrzymał Krzyż Wielki Orderu Gwiazdy Indii oraz został członkiem rady przy ministrze ds. Indii. W 1894 r. został awansowany do stopnia marszałka polnego. W 1895 r. został gubernatorem Chelsea Hospital. Zmarł w 1900 r.